# Овідіу Антон
Овідіу Антон (рум. Ovidiu Anton; 24 лютого 1983) — румунський співак і автор пісень. 2016 року представляв Румунію на Євробаченні 2016 із піснею «Moment of Silence».

## Біографія
Овідіу Антон народився 24 лютого 1983 року в Бухаресті. Уперше виступив на сцені у 6 років. Закінчив музичну школу за класом гітари і фортепіано.
Співак п'ять разів брав участь у національному відборі Румунії на Євробачення: 2010 року разом з гуртом «Pasager» із піснею «Running Out of Time», 2012 року із піснею «I Walk Alone», 2013 року із піснею «Run Away with Me», 2015 року із піснею «Still Alive» і 2016 року із піснею «Moment of Silence».